# 김양순 (기자)
김양순(1978년 ~ )은 대한민국의 KBS 보도본부의 기자이다. KBS 워싱턴 특파원으로 활동 중.

## 학력
- 서울대학교 언론정보학과 학사
- 일리노이 주립대학교 대학원 저널리즘 석사